# Bouclier Ramsès
Un bouclier Ramsès, ou bouclier sarcophage, est un type de bouclier lourd pour la protection des forces de police, qui a notamment permis à 18 membres de la BRI de se protéger lors de l'assaut donné le 13 novembre au Bataclan.

## Caractéristiques techniques
Le bouclier est constitué de kevlar. Il comporte un panneau frontal de 180 × 60 cm, avec sur chaque côté un panneau orientable de 175 × 30 cm. Chacun de ces trois éléments comporte un « oculus », de façon à permettre à l'opérateur de voir ce qui se trouve de l'autre côté du bouclier.
L'ensemble est positionné sur un support doté de quatre roues afin de permettre le déplacement de ce système de protection dont la masse totale est d'environ 180 kg.
Des accessoires peuvent y être montés, par exemple de l'éclairage.
Une ouverture obturée par une partie coulissante est présente sur la face avant du bouclier.
La maquette du bouclier a été conçue par le RAID, et les spécifications élaborées par le CREAL (le « Centre mutualisé de recherche, d'expertise et d'appui logistique » de la police et de la gendarmerie nationales). La fabrication du bouclier sur ces bases est réalisée par la société autrichienne Ressenig.

## Utilisation lors de l'assaut du Bataclan
Utilisé lors de l'assaut donné par la BRI au matin du 14 novembre 2015 pour mettre fin à l'attaque terroriste contre le Bataclan, le bouclier Ramsès montre par son état et les 27 impacts qu'il a reçu, la violence de l'affrontement avec les terroristes,,.